# Den of Thieves
Den of Thieves – drugi album zespołu The Trews wydany w 2005 roku.

## Lista utworów
1. "Fire Up Ahead"
2. "Makin' Sunshine"
3. "Cry"
4. "Sweetness"
5. "I Can't Say"
6. "So She's Leaving"
7. "Yearning"
8. "The Pearl (More Than Everything)"
9. "Poor Ol' Broken Hearted Me"
10. "Ana & Mia"
11. "Naked"
12. "Montebello Park"
13. "Got Myself To Blame"
14. "The Traveling Kind"
15. "Ishmael & Maggie"